# Per Anders Fogelström

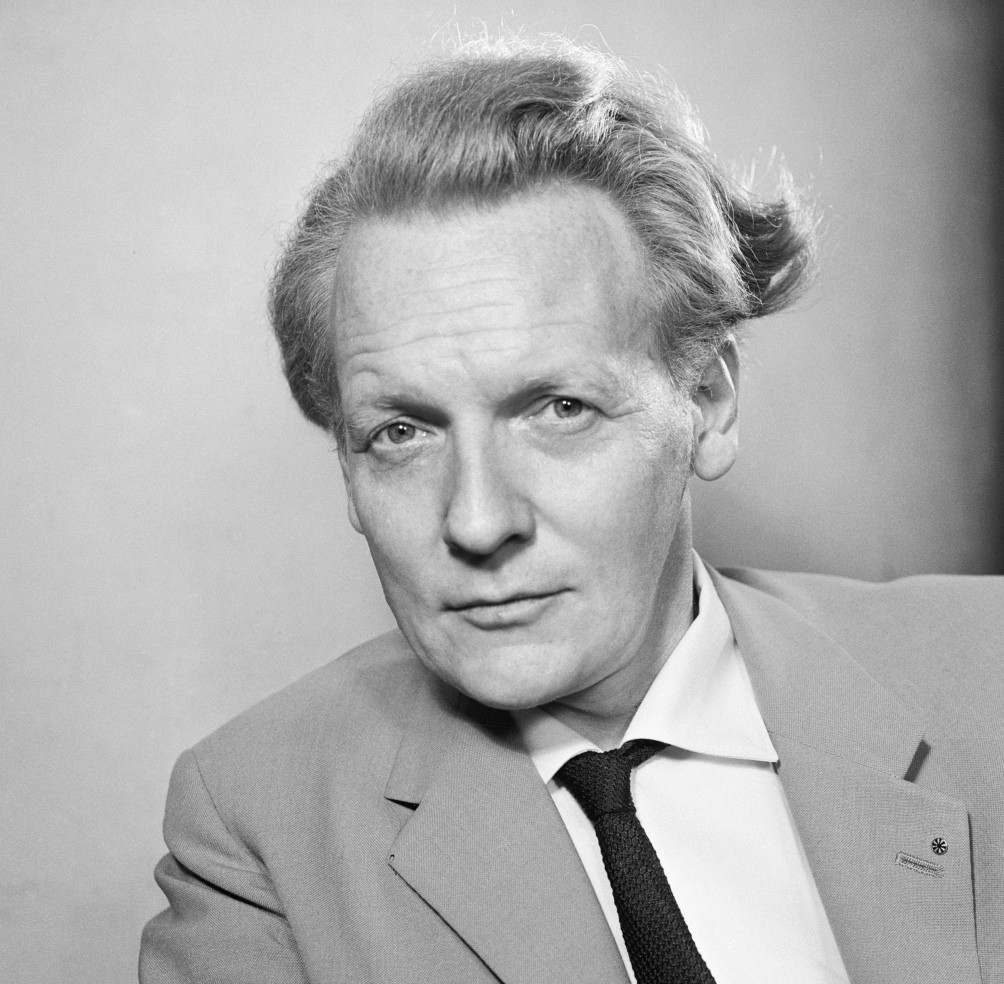
Per Anders Fogelström 1960

Per Anders Fogelström, PAF (* 22. August 1917 in Stockholm; † 23. Juni 1998 ebenda) war ein schwedischer Schriftsteller und Gesellschaftskritiker.
Fogelström war und ist einer der wichtigsten Schilderer seiner Heimatstadt Stockholm. Seine Sammlung von Stockholmiana, ca. 80 Regalmeter Literatur, befindet sich heute im Stockholmer Stadtmuseum.
Fogelström war von 1963 bis 1977 Vorsitzender des Svenska Freds- och Skiljedomsföreningen, eines unabhängigen Vereins, der sich für militärische Abrüstung und friedliche Konfliktlösung einsetzt.
Im Jahr 1976 wurde er zum Ehrendoktor der Universität Stockholm ernannt. Eine Statue von Per Anders Fogelström wurde am selben Tag, an dem er starb, im Stockholms stadshus enthüllt.

## Bibliografie der schwedischen Originalausgaben
- Orons giriga händer 1947
- Att en dag vakna 1949
- Ligister 1949
- Sommaren med Monika 1951
- Möten i skymningen 1952
- En bok om Söder 1953
- Medan staden sover 1953
- I kvinnoland 1954
- En natt ur nuet 1955
- En borg av trygghet 1957
- Expedition Dolly 1958
- Tack vare Iris 1959
- Mina drömmars stad 1960
- Barn av sin stad 1962
- Kring strömmen 1962,
- Ny tid - ny stad 1963
- Stockholm - stad i förvandling 1963
- Minns du den stad 1964
- En bok om Kungsholmen 1965
- I en förvandlad stad 1966
- Okänt Stockholm 1967
- Stad i världen 1968
- Ett berg vid vattnet 1969
- Söder om tullen 1969
- Cafe Utposten 1970
- Stad i bild 1970
- Kampen för fred 1971
- 300 år på Kungsholmen 1972
- Upptäckarna 1972
- Revoltörerna 1972
- Utsikt över stan 1974
- Erövrarna 1975
- Besittarna 1977
- En bok om Stockholm 1978
- Svenssons 1979
- Vävarnas barn 1981
- Krigens barn 1985
- Vita bergens barn 1987
- Komikern 1989
- Mödrar och söner 1991
- Hem, till sist 1993
- Ur det försvunna 1996

## Verfilmungen
- 1953: Die Zeit mit Monika – Regie: Ingmar Bergman
- 1976: Die Stadt meiner Träume (Mina drömmars stad)